# Інеу (Селаж)
Інеу (рум. Inău) — село у повіті Селаж в Румунії. Входить до складу комуни Сомеш-Одорхей.
Село розташоване на відстані 392 км на північний захід від Бухареста, 25 км на північний схід від Залеу, 69 км на північ від Клуж-Напоки.

## Населення
За даними перепису населення 2002 року у селі проживали 663 особи, усі — румуни. Усі жителі села рідною мовою назвали румунську.